# Липинки (гмина)
Гмина Липинки (пол. Gmina Lipinki) — сельская гмина (волость) в Польше, входит как административная единица в Горлицкий повет, Малопольское воеводство. Население — 6793 человека (на 2004 год).

## Демография
| Перепись                         | Всего   | Всего | Женщины | Женщины | Мужчины | Мужчины |
| -------------------------------- | ------- | ----- | ------- | ------- | ------- | ------- |
| Единицы                          | человек | %     | человек | %       | человек | %       |
| Население                        | 6793    | 100   | 3444    | 50,7    | 3349    | 49,3    |
| Плотность населения (чел./кв.км) | 102,7   | 102,7 | 52,1    | 52,1    | 50,6    | 50,6    |

## Сельские округа
1. Беднарка
2. Беднарске
3. Крыг
4. Липинки
5. Погожина
6. Роздзеле
7. Вуйтова

## Соседние гмины
1. Гмина Беч
2. Гмина Дембовец
3. Гмина Горлице
4. Гмина Ясло
5. Гмина Сенкова
6. Гмина Сколышин